# Kyle Mooney
Kyle James Kozub Mooney (San Diego, California, 4 de septiembre de 1984) es un actor, comediante y guionista estadounidense. Fue parte del elenco de Saturday Night Live entre 2013 y 2022. También integró el grupo de comedia Good Neighbor junto a Beck Bennett, Nick Rutherford y Dave McCary.
Sus entrevistas callejeras han aparecido en los programas de televisión Jimmy Kimmel Live! y Sports Show with Norm Macdonald. Entre sus participaciones en series de televisión se encuentran Nathan for You, como guionista, y Parks and Recreation, Wilfred, Hello Ladies y Arrested Development, como actor. Además, protagonizó y coescribió la película Brigsby Bear (2017).

## Biografía

### Primeros años
Nació en San Diego (California), hijo de Linda Kozub, una reportera del periódico The San Diego Union-Tribune, y Brian Mooney, un consultor y planificador urbano. Creció en la comunidad de Scripps Ranch en San Diego y es el menor de tres hermanos. Asistió a la escuela secundaria de Scripps Ranch, donde participó de clases de teatro e improvisación.
Estudió cine en la Universidad del Sur de California. Allí se unió a la agrupación teatral de comedia e improvisación Commedus Interruptus, en la que participó como actor y guionista. Mientras estaba en la universidad conoció y se hizo amigo de Beck Bennett y Nick Rutherford, quienes también formaban parte de Commedus Interruptus.

### Carrera
Tras graduarse de la universidad en 2007, Mooney creó junto a Bennett y Rutherford el grupo de comedia Good Neighbor. Hicieron diferentes sketches que subieron a través de YouTube, los que fueron adquiriendo popularidad y les permitió hacer giras a través de Estados Unidos. A ellos también se unió Dave McCary, un amigo de Mooney de la escuela secundaria, quien trabajó dirigiendo y editando los videos. En 2014, el canal fue incluido dentro de los 100 mejores canales de YouTube por la revista NewMediaRockstars. Entre las influencias que los integrantes de Good Neighbor han señalado para sus videos se encuentran el trabajo de Bill Murray y los programas de televisión Tim and Eric, Family Matters y Mr. Show. Además de su trabajo con Good Neighbor, Mooney también formó parte de la compañía del Upright Citizens Brigade Theatre en Los Ángeles.
El grupo filmó un piloto para un programa de televisión en la cadena Comedy Central, titulado The Good Neighbor Show y producido por Will Ferrell y Adam McKay a través de su empresa Gary Sanchez Productions. El proyecto no se llegó a concretar ya que en 2013 Mooney fue contratado para participar del programa Saturday Night Live como miembro del elenco. Además de él, Bennett también fue contratado como actor, mientras que McCary se unió al programa como director de videos. Era la primera vez que Saturday Night Live contrataba múltiples miembros de un grupo de comedia al mismo tiempo, desde que lo hizo con The Lonely Island en 2005. Al año siguiente, Rutherford se unió a sus compañeros y fue contratado como escritor en el programa. Mooney debutó el 28 de septiembre de 2013, en el primer episodio de la temporada 39, y para la temporada 41 fue ascendido al repertorio principal.
Mooney protagonizó y coescribió (junto a Kevin Costello) la película Brigsby Bear, dirigida por Dave McCary y estrenada el 23 de enero de 2017 en el Festival de Cine de Sundance. El resto del elenco estuvo conformado por Mark Hamill, Claire Danes, Andy Samberg, Matt Walsh y Greg Kinnear, entre otros. Tanto Beck Bennett como Nick Rutherford aparecieron también en la película.
El final de la temporada 47 de Saturday Night Live fue el último programa de Mooney, Pete Davidson, Aidy Bryant y Kate McKinnon como integrantes de elenco. En abril de 2024, durante el episodio que tuvo como anfitriona a Charli XCX, Mooney apareció en el sketch pregrabado "Papyrus 2" junto a Ryan Gosling. También participó en el especial dedicado al quincuagésimo aniversario del programa en febrero de 2025.

## Filmografía

### Cine
| Año  | Título                                  | Rol               | Notas                                 |
| ---- | --------------------------------------- | ----------------- | ------------------------------------- |
| 2012 | Kill Me Now                             | Jake              |                                       |
| 2013 | iSteve                                  | Padre             |                                       |
| 2014 | Playing It Cool                         | Otro tipo         |                                       |
| 2012 | The Party Is Over                       | Natan             |                                       |
| 2015 | Hello, My Name Is Doris                 | Robert            |                                       |
| 2015 | Me Him Her                              | Moot Morezit      |                                       |
| 2016 | Zoolander 2                             | Don Atari         |                                       |
| 2016 | Neighbors 2: Sorority Rising            | R.A.              |                                       |
| 2017 | Brigsby Bear                            | James Pope        | También coguionista                   |
| 2018 | Never Goin' Back                        | Brandon           |                                       |
| 2018 | The Unicorn                             | Gabe              |                                       |
| 2019 | Batman vs. Teenage Mutant Ninja Turtles | Michelangelo      | Voz; Película directamente para video |
| 2020 | Spree                                   | Miles Manderville |                                       |
| 2021 | Naked Singularity                       | El Golem          |                                       |
| 2023 | No Hard Feelings                        | Jody              |                                       |
| 2024 | Unfrosted                               | Snap              |                                       |
| 2024 | Y2K                                     | Garret            | También director y coguionista        |

### Televisión
| Año       | Título                          | Rol                   | Notas |
| --------- | ------------------------------- | --------------------- | --- |
| 2010      | Remember When                   | Kyle                  | Episodio: #1.1 |
| 2010–2011 | Pretend Time                    | Varios                | Episodio: "Legalize Meth" Episodio: "PETA Not on Set" Episodio: "Monday Morning Meltdown" Episodio: "I Just Got Voodoo'd" Episodio: "The Leather Swing Set with the Monkey and the Gun" |
| 2011      | The Street Fighter              | Rick                  | |
| 2011      | Jimmy Kimmel Live!              | Él mismo/Corresponsal | Episodio: #9.172 |
| 2011      | Sports Show with Norm Macdonald | Sobrino Kyle          | Episodio: "Mascot" Episodio: #1.6 Episodio: #1.2 |
| 2011      | Parks and Recreation            | Keith                 | Episodio: "The Treaty" |
| 2012      | Best Friends Forever            | Doug                  | Episodio: "The Butt Dial" |
| 2012      | Money From Strangers            | Él mismo              | Episodio: "Why So Serious?" |
| 2013      | Festival Road Trip              | Él mismo              | Episodio: "Campus MovieFest 2013" |
| 2013      | Nathan for You                  |                       | Guionista; 8 episodios |
| 2013      | Wilfred                         | Alan                  | Episodio: "Heroism" |
| 2013      | Hello Ladies                    | Rory                  | 6 episodios |
| 2013–2022 | Saturday Night Live             | Él mismo, Varios      | Varios episodios |
| 2014      | Comedy Bang Bang!               | Monty                 | Episodio: "Nick Offerman Wears a Green Flannel Shirt & Brown Boots" |
| 2014      | Hello Ladies: The Movie         | Rory                  | |
| 2014–2018 | Drunk History                   | Él mismo / Sam Patch  | 3 episodios |
| 2018–2019 | Arrested Development            | Murphybrown           | 13 episodios |
| 2020      | The Shivering Truth             |                       | Episodio: "The Diff" (voz) |
| 2020      | Bob's Burgers                   | Kyle                  | Episodio: "Bob Belcher and the Terrible, Horrible, No Good, Very Bad Kids" (voz) |
| 2021      | Rick y Morty                    | Blazen                | Episodio: "Rickdependence Spray" (voz) |
| 2021      | Saturday Morning All Star Hits! | Varios                | También guionista |
| 2023      | The Great North                 | Cody                  | Episodio: "Can't Hardly Date Adventure" (voz) |
| 2023      | Miracle Workers                 | John Christ           | 3 episodios |
| 2023      | Hamster y Gretel                | The Flake             | Episodio: "Flake It Till You Make It" |